# (11928) Akimotohiro
(11928) Akimotohiro (1993 BT2) – planetoida z pasa głównego asteroid okrążająca Słońce w ciągu 4,29 lat w średniej odległości 2,64 j.a. Odkryta 23 stycznia 1993 roku.